# Preobraschenski-Brücken
Die Preobraschenski-Brücken (ukrainisch Мости Преображенського Mosty Preobraschenskoho) sind zwei Brücken über den Dnepr (ukrainisch Dnipro), die Saporischschja in der gleichnamigen ukrainischen Oblast mit der Insel Chortyzja und diese über den Staryj Dnipro („Alter Dnipro“) genannten westlichen Seitenarm mit dem Stadtteil Chortyzja verbinden.

## Lage
Die Brücke über den Hauptarm steht rund 2,6 km unterhalb der 1932 in der damaligen Sowjetunion fertiggestellten DniproHES-Staumauer und etwa 800 m unterhalb des Masttripels von Saporischschja, einer 74,5 m hohen Freileitungskreuzung. Die Brücke über den Seitenarm steht weiter südlich ().
Eine weitere Bogenbrücke wurde 1974 über den Seitenarm zur Nordspitze der Insel gebaut (). Etwa 300 m südlich der Preobraschenski-Brücken entsteht zur Entlastung des Autoverkehrs eine vierspurige Straße mit Schrägseilbrücken über den Fluss, die Neue Brücke über den Dnepr, deren Fertigstellung für 2022 vorgesehen war, die aber durch den Russischen Überfall auf die Ukraine 2022 nicht weitergebaut werden kann.

## Beschreibung
Die beiden Brücken wurden von dem im Institut Transmostoproekt (Трансмостопроект) des Eisenbahnministeriums der UdSSR tätigen Boris Nikolajewitsch Preobraschenski entworfen und zwischen Frühjahr 1949 und dem Dezember 1952 erbaut. Die Brücke über den Hauptarm hat vier, die über den Seitenarm nur einen Bogen, sie haben davon abgesehen aber das gleiche Aussehen.
Die Doppelstockbrücken führen auf der oberen Ebene die zwei Gleise der Eisenbahnstrecke über den Strom, die Saporischschja mit Nikopol und dem westlichen Teil der Ukraine verbinden. Auf der unteren Ebene befindet sich die zweispurige Fahrbahn der Territorialstraße T–08–06, an die außen die Gehwege angefügt sind. Die beiden Ebenen sind auf den bzw. dem Stahlbeton-Hohlkasten-Bögen mit vergleichsweise schlanken Stützen aufgeständert.

### Vier-Bogen-Brücke

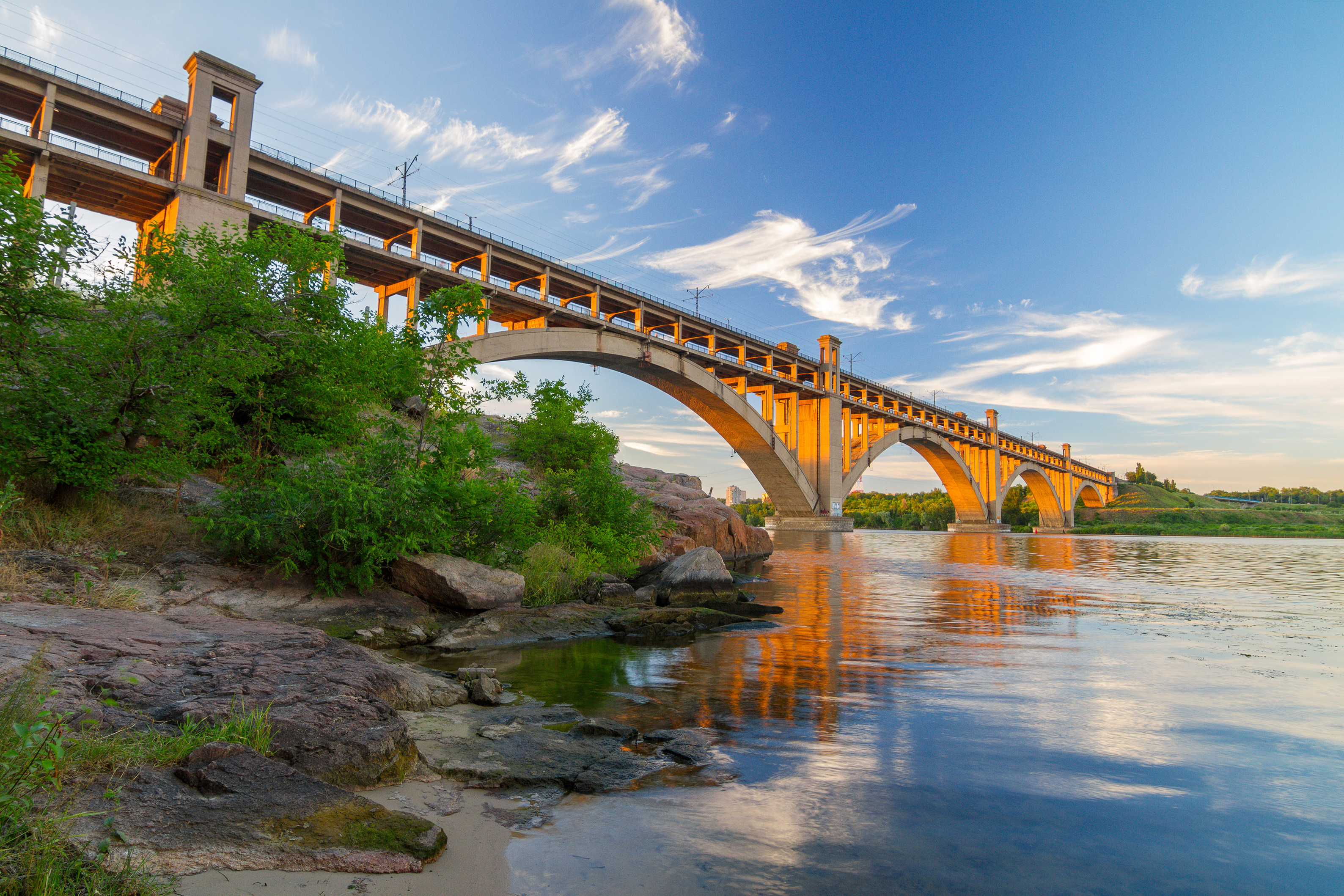
Die Brücke über den Hauptarm mit vier Bögen unterhalb des DniproHES

Die Vier-Bogen-Brücke ist insgesamt 738,21 m lang und besteht aus vier Feldern mit Pfeilerachsabständen von 147,64 + 3 × 151,00 m, einer 61,26 m langen Hangbrücke und kurzen Verbindungsträgern zu den Bahndämmen.
Die Gleise liegen 54 m hoch über dem Strom. Ihre Schotterbettungen liegen auf einem 11,0 m breiten Plattenbalken mit einer Konstruktionshöhe von 1,8 m, der von 1,4 m breiten und 7,28 m hohen Stahlbetonstützen getragen wird. Der Fahrbahnträger der unteren Ebene ist 14,7 m breit; sein Plattenbalken hat eine Konstruktionshöhe von 1,4 m. Auf ihm sind die nur 7,0 m breite Fahrbahn und außerhalb der Stützen die beiden 2,2 m breiten Gehwege angeordnet. Der Fahrbahnträger ist mit je zwei Stützen auf den Hohlkästen der großen Stahlbetonbögen aufgeständert.

### Ein-Bogen-Brücke
Die Ein-Bogen-Brücke ist insgesamt 388,7 m lang. Ihr Bogen hat eine Stützweite von 233,7 m. Sein oberer Plattenbalken ist 11,5 m breit und wird von 1,5 m breiten und 6,4 m hohen Stützen getragen. Der untere Plattenbalken ist 14,9 m breit; die übrigen Maße sind die gleichen wie bei der Vier-Bogen-Brücke.

## Geschichte
Die erste Brücke über den Dnepr bei dem damals noch Alexandrowsk heißenden Saporischschja war die Kitchkass-Brücke, die 1908 im Russischen Kaiserreich eröffnet wurde. Als im Zuge des von Lenin initiierten GOELRO-Plan zur Elektrifizierung der Sowjetunion der Dnepr-Staudamm gebaut wurde, musste sie 1931 wieder abgebaut werden, da sie im neuen, sich allmählich füllenden Stausee stand. Sie wurde durch die Streletzky-Brücken ersetzt, die im selben Jahr unterhalb der Staumauer an der Stelle der heutigen Brücken eröffnet wurden. Diese wurden im Zweiten Weltkrieg zerstört. Nach dem Krieg wurden sie so bald wie möglich durch die heutigen Brücken ersetzt.